# クグガヤツリ
クグガヤツリ Cyperus compressus L. は、小型のカヤツリグサ属の植物。道ばたなどに生え、草丈の割には大きな小穂が特徴。

## 特徴
小型から中型の一年草。草丈は普通は15-30cmだが、特に乾いたところや刈り込みのある場合には数cmにしかならないこともある。全体に明るい黄緑色で、つやがあって無毛。
地下茎はなく、数本の茎が束になって生じる。根出葉は少数で、細く、茎より短い。基部の鞘は赤みを帯びる。
花序は茎の先端に一つつく。その基部には葉状の苞が数枚ある。長さはばらばらで、一番長いものは花序を超える。花序は小穂が3-10個ほど密に集まったものを単位として、花茎の先端にこれが一つ生じるか、さらに枝を生じてその先にもつく。
小穂は長さ1-2.5cm、幅2.5-3mm。これは全体に一回り大きいカヤツリグサのそれに比べて倍近くの大きさにあたり、草本体に比べて小穂が大きい。鱗片には太くて長い芒があるので、小穂全体の縁が大きく鋸歯を持っているように見える。鱗片は緑色で濃い色の出る部分はないが、内部の果実が成熟すると黄褐色になり、これが鱗片の側面から透けて見えるため、小穂の中心付近が黄色っぽく染まって見える。鱗片は長さ3-3.5mm、果実は長さ1-1.2mm、倒卵形で断面は三角、柱頭は三個。果実が鱗片の半分の長さしかないのも特徴である。
名前の由来はクグに似たカヤツリグサのことで、クグとはある種のカヤツリグサの古名のこととされる。

## 生育環境
背の低い日なたの草地に生える。湿地ではなく、むしろ乾燥したところに見られ、道ばたや畑地などでもよく見かける。

## 分布
日本では関東以西の本州、四国、九州から琉球列島に分布する。全世界の熱帯域に分布する。Beentje (2017) によれば
- アジア: アフガニスタン、イエメン、インド領のアンダマン諸島およびニコバル諸島、インドネシア、タイ、台湾、中華人民共和国、日本、ネパール、パキスタン、パプアニューギニア、バングラデシュ、フィリピン、ベトナム、マレーシア、ミャンマー、ラオス
- オセアニア: オーストラリア、北マリアナ諸島、マーシャル諸島、ミクロネシア連邦
- アフリカ: アンゴラ、ウガンダ、エジプト、エチオピア、ガーナ、カーボベルデ、ガボン、カメルーン、ギニア、ギニアビサウ、ケニア、コートジボワール、コモロ、ザンビア、シエラレオネ、ジンバブエ、スーダン、スワジランド、セイシェル、赤道ギニア、セネガル、ソマリア、タンザニア、トーゴ、ナイジェリア、ナミビア、ブルキナファソ、ベナン、ボツワナ、マダガスカル、マラウイ、マリ、南アフリカ共和国、モーリシャス、モーリタニア、モザンビーク、レユニオン
- 南北アメリカ: アメリカ合衆国（ニューヨーク州、ペンシルヴァニア州）、ヴァージン諸島（英領および米領）、エクアドル、エルサルバドル、ガイアナ、キューバ、ケイマン諸島、グアテマラ、コスタリカ、コロンビア、ジャマイカ、スリナム、スリランカ、セントヴィンセントおよびグレナディーン諸島、ドミニカ共和国、ドミニカ国、トリニダード・トバゴ、ニカラグア、ハイチ、パナマ、バハマ、プエルトリコ、ブラジル、フランス領ギアナ、ベネズエラ、ベリーズ、ペルー、ボリビア、ホンジュラス、マルティニーク、メキシコ

に分布する。

## 利害
雑草ではあるが、大きくならないし、根も深くない。

## 分類
日本のカヤツリグサ属の中では、小柄であることと、その割に大きい小穂から判別はたやすい。